# Club Atlético Belgrano (fútbol femenino)
El Club Atlético Belgrano, conocido popularmente como Belgrano de Córdoba o simplemente Belgrano es un club social y deportivo de la provincia de Córdoba, Argentina. Actualmente se desempeña en la Primera División Femenina, máxima categoría del Fútbol femenino en Argentina.
Fundado un lunes 19 de marzo de 1905 en el barrio Alberdi, un grupo de niños y una mujer adulta llamada Rosario Soria fueron quienes eligieron el celeste como color identitario y el nombre Belgrano en honor al General Manuel Belgrano, prócer creador de la bandera Argentina.
En 2001 se creó la división femenina del Club Atlético Belgrano aunque existía competencia oficial. A partir del 2012 participó de los torneos organizados por la Liga Cordobesa de Fútbol.

## Historia

### Etapa amateur
En inicios del siglo XXI el fútbol femenino en Córdoba y el país estaba lejos de ser lo que es en la actualidad. La situación de Belgrano no escapaba a esa realidad, con el club atravesando un proceso de quiebra, las futbolistas no contaban siquiera con un predio para entrenar ni tampoco con rivales, ya que la Liga Cordobesa de Fútbol no reglamentaba la obligatoriedad de contar con división femenina.
Este proceso fue muy duro y con mucha perseverancia, las chicas no contaban ni con vestimenta adecuada y hasta eran sobras del plantel masculino. En esta época se destacan los nombres de Valeria Herrera y Analía Figueroa quienes fueron artífices del crecimiento del equipo, ellas organizaban partidos, viajes, abrieron las puertas del club al fútbol femenino.
Fue recién en 2005 que la LCF organizó un Torneo Preparación con la participación de seis equipos. La divisional femenina de Belgrano arrasaría con puntaje ideal frente al resto de equipos recibiendo solo dos goles en contra y convirtiendo 27.
Este torneo quedó en el olvido, pero las "Piratas" no dejaron de competir, siendo invitadas a participar en torneos nacionales amistosos a lo largo de todo el país.

### Liga Cordobesa de Fútbol
En el año 2012, la Liga Cordobesa de Fútbol ente rector del fútbol de Córdoba impuso la obligatoriedad a sus clubes a contar con división femenina. Así es que se organizó el primer torneo provincial de fútbol femenino. 
Belgrano contaba con varios años de trabajo en la divisional y arrasó con los torneos de apertura y clausura siendo pionero y campeón de los dos primeros certámenes oficiales del fútbol femenino cordobés. 
Las "Celestes" se hicieron prácticamente invencibles en los torneos locales llegando a tener un invicto de 100 partidos, perdiendo solo dos partidos en tiempo regular a lo largo de 8 años. 
Se destacan de aquél grandioso plantel Romina Gómez, Yohana Borgobello y Betina Soriano entre otras.

### Entrada a campeonatos de AFA y ascenso a primera
En 2021, el club se unió a la Primera C Femenina organizada por la AFA siendo pionero una vez más con respecto a clubes del interior. Entre los refuerzos para aquella temporada, se encontraban Pilar Casas, Milagros Cisneros y Mariana Alisio, a las que se sumaron Valeria Alzapiedi y Sofía Belmar antes del inicio del torneo, todas ellas provenientes de Talleres; así como también Mayra Acevedo de Universitario, Arianna Reche de Racing y Noelia Vassarotto de General Paz Juniors, entre otras futbolistas del ámbito cordobés.
Con Daniela Díaz como entrenadora, las "Piratas" debutaron el 4 de septiembre de 2021 con una victoria de visitante por 7 a 0 ante San Martín de Burzaco. El 4 de diciembre del mismo año, ascendió a la Primera B tras derrotar a Newell's por 3-2 en la semifinal y el 18 de diciembre consiguió su primer título en la AFA luego de ganar la final contra Claypole por 5-4, con 4 goles de Romina "la Pepa" Gómez, quien además se consagró goleadora del torneo.
Las Piratas continuaron con su exitosa campaña al año siguiente, esta vez bajo la conducción de Maximiliano Luján y con la clara intención de obtener el ascenso a la Primera División. Debutaron en la Primera B el 6 de marzo con un aplastante 16-0 contra Lima de Zárate, a lo cual le siguieron una seguidilla de triunfos que posicionó al club en lo más alto de la tabla de la Fase de Clasificación, ganando sus 10 partidos con la valla invicta y marcando 55 goles. El sólido juego continuó en la Fase de Ascenso y, tras 19 victorias y un empate, las Celestes festejaron su ascenso a Primera División con una contundente victoria 6-0 ante Puerto Nuevo dos fechas antes del cierre del torneo y con 11 puntos de ventaja con respecto al segundo.
El partido frente a Puerto Nuevo marcó un hito para el fútbol femenino, ya que el mismo rompió el récord de asistencia a un encuentro de fútbol femenino en todo el país. 28.000 espectadores presenciaron la clase magistral de fútbol de las recientes ascendidas y campeonas.

### Subcampeonato Torneo Federal 2022
En ese mismo 2022, el conjunto dirigido por Maximiliano Luján disputó la Copa Federal de ese año. Dicho torneo se llevó a cabo en forma paralela a las ligas organizadas por AFA. 
Las piratas clasificaron representando a la Liga Cordobesa tras pasar la Fase Preliminar Regional, dicha fase daba una plaza al equipo campeón de cada liga del interior del país.
Ya en la Fase Nacional de eliminación directa, se enfrentaron por los octavos de final a Racing Club empatando 1-1 con gol de Sabrina Maldonado, y finalmente avanzando en tanda de penales por 6-5 en un encuentro muy sufrido. En la instancia de cuartos de final las celestes vencieron por la mínima a San Lorenzo de Almagro con otro tanto de Sabrina Maldonado. En semifinales, se dio el cruce frente a Rosario Central que recientemente eliminó al siempre favorito Boca Jrs., el conjunto cordobés venció 2 a 0 con otra clase de fútbol de Sabrina Maldonado que marcó ambos goles para depositar al celeste en la final. La final se disputó el 12 de noviembre frente al River Plate de la ex DT pirata Daniela Díaz. El encuentro quedó en manos de las riverplatenses por 2-0, terminando así con la ilusión del primer título en primera división de Belgrano.
Sabrina Maldonado con sus 4 tantos se coronaría como la segunda máxima goleadora de la copa.

### Primer año en primera y subcampeonato
Buscando asentarse en primera, las piratas hicieron un buen papel en el Primer Torneo del 2023. El año comenzó con una gran inversión en materia económica por parte de la comisión directiva, ya que la liga requería que al menos 15 jugadoras del plantel tengan un contrato profesional, además de la compra de refuerzos para afrontar la nueva categoría. 
El club de barrio Alberdi marcó otro hito en la historia del fútbol cordobés y de todo el interior del país cuando se convirtió en el primer club de Córdoba y el primero indirectamente afiliado a la AFA en lograr la tan ansiada profesionalización del fútbol femenino.
De esta manera y en una jornada histórica se firmaron los contratos de las "piratas" Romina Gómez, Sabrina Maldonado, Arianna Reche, Victoria Arrieto, Sofía Salas, Noelia Vassarotto, Magalí Pereyra y Ana Daniele convirtiéndose en las primeras futbolistas profesionales de la provincia. A esto se le sumó la firma de Maximiliano Luján como director técnico del plantel
Empezaba la temporada 2023 con altos y bajos, más que nada por la inesperada partida de referentes como Romina Gómez y Mariana Alisio que diezmaron la jerarquía del plantel. Las celestes lograron ubicarse en la novena posición tras cosechar 28 puntos producto de 9 victorias, 1 empate y 9 derrotas. Terminando así un primer semestre algo agridulce por los resultados a los que la división femenina de Belgrano acostumbraba. 
Para afrontar el Segundo Torneo (También llamado Copa de la Liga) se subieron al barco pirata tres jugadoras de jerarquía que ya conocían la categoría y firmaron contrato juveniles provenientes de las inferiores del club.
Cerraron una gran participación quedando en tercera posición en la primera fase fruto de 5 victorias, 3 empates y 2 derrotas y clasificando a la fase eliminatoria en busca del primer título en Primera División. Por cuartos de final se enfrentaron a Racing y tras igualar en 0 eliminó a las "Académicas" en penales al igual que en la Copa Federal. El siguiente encuentro, ya en semifinales, fue frente a UAI Urquiza, equipo que era gran aspirante al título y uno de los más complicados de enfrentar. La "B" dio el batacazo histórico venciendo por 2 a 1 con goles de Victoria Arrieto y Paz Alaides, convirtiéndose en el primer equipo del interior en llegar a una final de liga del futbol femenino de AFA.
El pirata jugó la final contra Boca Juniors. El partido de ida se disputó el 10 de diciembre en el Estadio Miguel Sancho en donde las "Piratas" cayeron por 1 a 0. El partido de vuelta fue el 13 de diciembre en Casa Amarilla en donde el local ganó 2 a 0 terminando con un global de 3 a 0. La "B"  fue el subcampeón del torneo quedándose nuevamente a las puertas de su primer título en primera división.

## Belgrano y la lucha feminista

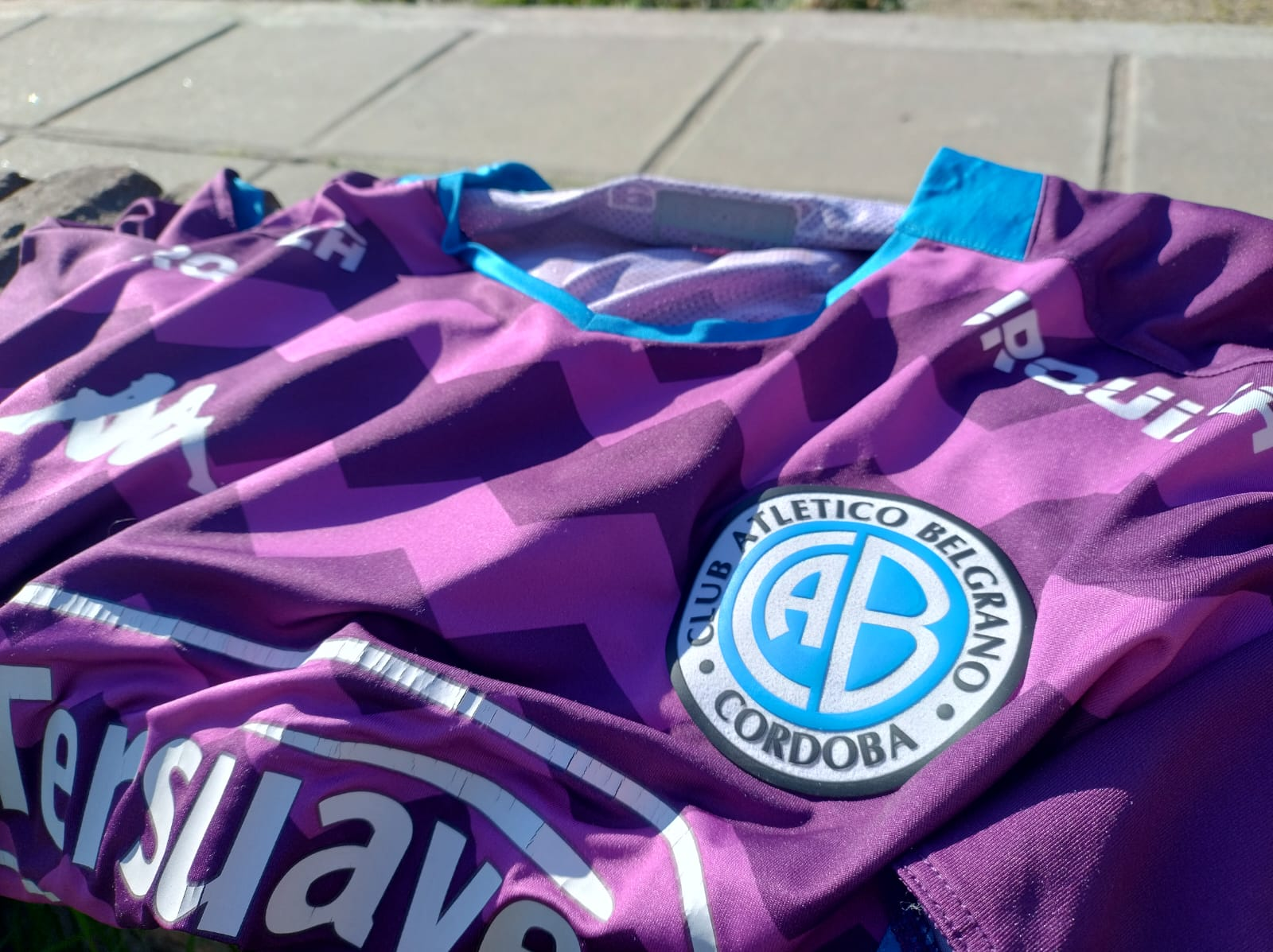
Camsiseta del futbol femenino de Belgrano en 2019

Históricamente Belgrano fue un club comprometido con los movimientos y luchas populares y el futbol femenino no fue la excepción. 
En el 2019, mientras la marca italiana Kappa vestía al club, se creó una camiseta de color violeta en representación del movimiento de mujeres feministas. Esta decisión reivindica el reclamo por la igualdad de derechos que bajo el eslogan "Hay una historia de logros que hoy tiene camiseta" marcó la importancia que tienen los deportes femeninos en el club.
A mitad del 2023, el fútbol femenino presentó una camiseta diseñada exclusivamente para esta división. La camiseta tenía detalles violetas que simbolizan la lucha por los derechos de las mujeres y un diseño de indumentaria femenino. Otra novedad fueron los nuevos principales patrocinadores exclusivos para el fútbol femenino, que acompañaron la búsqueda de convertirse en una disciplina autosustentable, característica poco habitual en la mayoría de instituciones deportivas.

## Entrenadores
- Daniela Díaz (2019-2022).
- Maximiliano Luján (2022-2024). [25]
- Mariana "Pomu" Sánchez (2025-Act.). [26]

## Datos del club

### Línea de tiempo
Nota: Las competiciones oficiales de AFA iniciaron en 1991, Belgrano comenzó en la oficialidad en 2021.

### Marcas destacadas
- Temporadas en Primera C de AFA: 1 (2021)
  - Mejor puesto en Primera C: 1° en 2021.
- Temporadas en Primera B de AFA: 1 (2022)
  - Mejor puesto en Primera B: 1° en 2022.
- Temporadas en Primera A de AFA:2 (2023-2024)
  - Mejor puesto en Primera A de AFA: 2° (2023)
  - Mejor puesto en la clasificación histórica de Primera: 19 (segundo entre los equipos del interior)[27]
- Mayores goleadas conseguidas:
- En Primera División de AFA
  - 4-0 a Social Atlético Televisión en 2023 [28]
  - 5-0 a Ferro en 2023 [29]
  - 5-1 a Estudiantes en 2023 [30]
  - 6-0 a Excursionistas en 2024 [31]
- En Primera B de AFA
  - 15-0 a Lima en 2022 [32]
  - 12-0 a Atlas en 2022 [33]
  - 10-0 a Argentino de Quilmes en 2022 [34]
  - 9-0 a Almirante Brown en 2022 [35]
  - 9-0 a Argentino de Quilmes en 2022 [36]
- En Primera C de AFA
  - 19-0 a Ituzaingó en 2021 [37]
  - 15-0 a Los Andes en 2021 [38]
  - 13-0 a Villas Unidas en 2021 [39]
  - 12-0 a La Madrid e 2021 [40]
- En Liga Cordobesa de Futbol
  - 12-0 a Talleres en 2012 [41]
- En Copa Federal
  - 6-0 a Sp. Palermo en 2025 [42]
- Mayores goleadas recibidas
- En Primera División
  - 3-0 frente a San Lorenzo en 2023[43]
  - 3-1 frente a Banfield en 2024[44]
  - 3-0 frente a Boca Jrs. en 2024[45]
- En Primera B
  - 3-1 frente a All Boys en 2022[46]
- Máxima goleadora en torneos de AFA: Sabrina Maldonado (68 goles).
- Máxima goleadora en Primera División de AFA: Mayra Acevedo (26 goles).

### Hechos destacados
- 1° cordobés en participar en campeonatos de AFA. [47]
- 1° cordobés en ser campeón de un campeonato de AFA. [48]
- 1° institución de Córdoba y 1° club indrectamente afiliado en profesionalizar el fútbol femenino. [49]
- 1° cordobés en ascender a Primera División. [50]
- Récord de asistencia en un partido de fútbol femenino de clubes. [51]
- 1° cordobés en jugar una final de un torneo organizado por AFA. [52]
- 1° cordobés en jugar una final de un torneo de Primera División. [53]

### Estadísticas
| Torneo           | PJ  | PG | PE | PP | GF  | GC | Mejor Resultado |
| ---------------- | --- | -- | -- | -- | --- | -- | --------------- |
| Primera División | 83  | 41 | 17 | 25 | 124 | 77 | Subcampeón      |
| Primera B        | 32  | 30 | 1  | 1  | 172 | 9  | Campeón         |
| Primera C        | 13  | 13 | 0  | 0  | 112 | 7  | Campeón         |
| Copa Federal     | 6   | 3  | 1  | 1  | 10  | 5  | Subcampeón      |
| TOTAL            | 134 | 87 | 19 | 28 | 418 | 98 |                 |

Actualizado hasta el Apertura del 2025

### Trayectoria en AFA
| Temporada | Liga      | Liga     | Liga | Liga | Liga | Liga | Liga | Edición | Copa         | Copa          | Entrenador/a      |
| Temporada | División  | Posición | PJ   | G    | E    | P    | Pts. | Edición | Competición  | Posición      | Entrenador/a      |
| --------- | --------- | -------- | ---- | ---- | ---- | ---- | ---- | ------- | ------------ | ------------- | ----------------- |
| 2021      | Primera C | 1.º      | 13   | 13   | 0    | 0    | 30   | 2021    | Copa Federal | Sin part.     | Daniela Díaz      |
| 2022      | Primera B | 1.º      | 32   | 30   | 1    | 1    | 91   | 2022    | Copa Federal | 2.º           | Maximiliano Luján |
| 2023      | Primera A | 9°       | 19   | 9    | 1    | 9    | 28   | 2023    | Copa Federal | Sin part.     | Maximiliano Luján |
| 2023      | Primera A | 2.º      | 14   | 6    | 4    | 4    | 18   | 2023    | Copa Federal | Sin part.     | Maximiliano Luján |
| 2024      | Primera A | 4.º      | 17   | 9    | 5    | 3    | 32   | 2024    | Copa Federal | Sin part.     | Maximiliano Luján |
| 2024      | Primera A | 7.º      | 17   | 8    | 3    | 6    | 27   | 2024    | Copa Federal | Sin part.     | Maximiliano Luján |
| 2025      | Primera A | 2.º      | 16   | 9    | 4    | 3    | 31   | 2025    | Copa Federal | 4tos de final | Mariana Sánchez   |
| 2025      | Primera A |          |      |      |      |      |      | 2025    | Copa Federal | 4tos de final | Mariana Sánchez   |

| Primera A | Primera División A Primera categoría del fútbol femenino de Argentina | Primera B | Primera División B Segunda categoría del fútbol femenino de Argentina | Primera C | Primera División C Tercera categoría del fútbol femenino de Argentina | Copa Federal | Copa Federal de Fútbol Femenino |

Notas:
- Solo se tienen en cuenta los torneos oficiales de AFA.

- En la casilla de partidos jugados, ganados, empatados y perdidos, se tienen en cuenta los partidos de toda la temporada. Pero en la casilla de puntos solo se cuentan los de la fase de temporada regular (o con la sumatoria de fases, si es que hay más de una).

## Jugadoras

### Mercado de pases
| Bandera de Uruguay        |  | Agustina Sánchez  | Rosario Central | Bandera de Argentina |  | Ana Daniele   | Sin equipo  |
| Bandera de Uruguay        |  | Fátima Barone     | Platense        | Bandera de Uruguay   |  | Sofía Olivera | GyE (LP)    |
| Bandera de Estados Unidos |  | Crisely Pavón     | San Luis FC     | Bandera de Argentina |  | Tamara Bazán  | River Plate |
| Bandera de Uruguay        |  | Guillermina Grant | Colo-Colo       | Bandera de Argentina |  | Pilar Casas   | GyE (LP)    |
| Bandera de Argentina      |  | Brisa Río         | Huracan         |                      |  |               |             |
| Bandera de Argentina      |  | Milagros Mina     | Talleres        |                      |  |               |             |

### Jugadoras internacionales
| Selección | Categoría | Jugadora(as)        |
| --------- | --------- | ------------------- |
| Argentina | Absoluta  | Romina Núñez        |
| Argentina | Absoluta  |                     |
| Uruguay   | Absoluta  | Agustina Sánchez    |
| Uruguay   | Absoluta  | Fátima Barone       |
| Uruguay   | Absoluta  | Julieta Alaides Paz |

### Futbolistas reconocidas

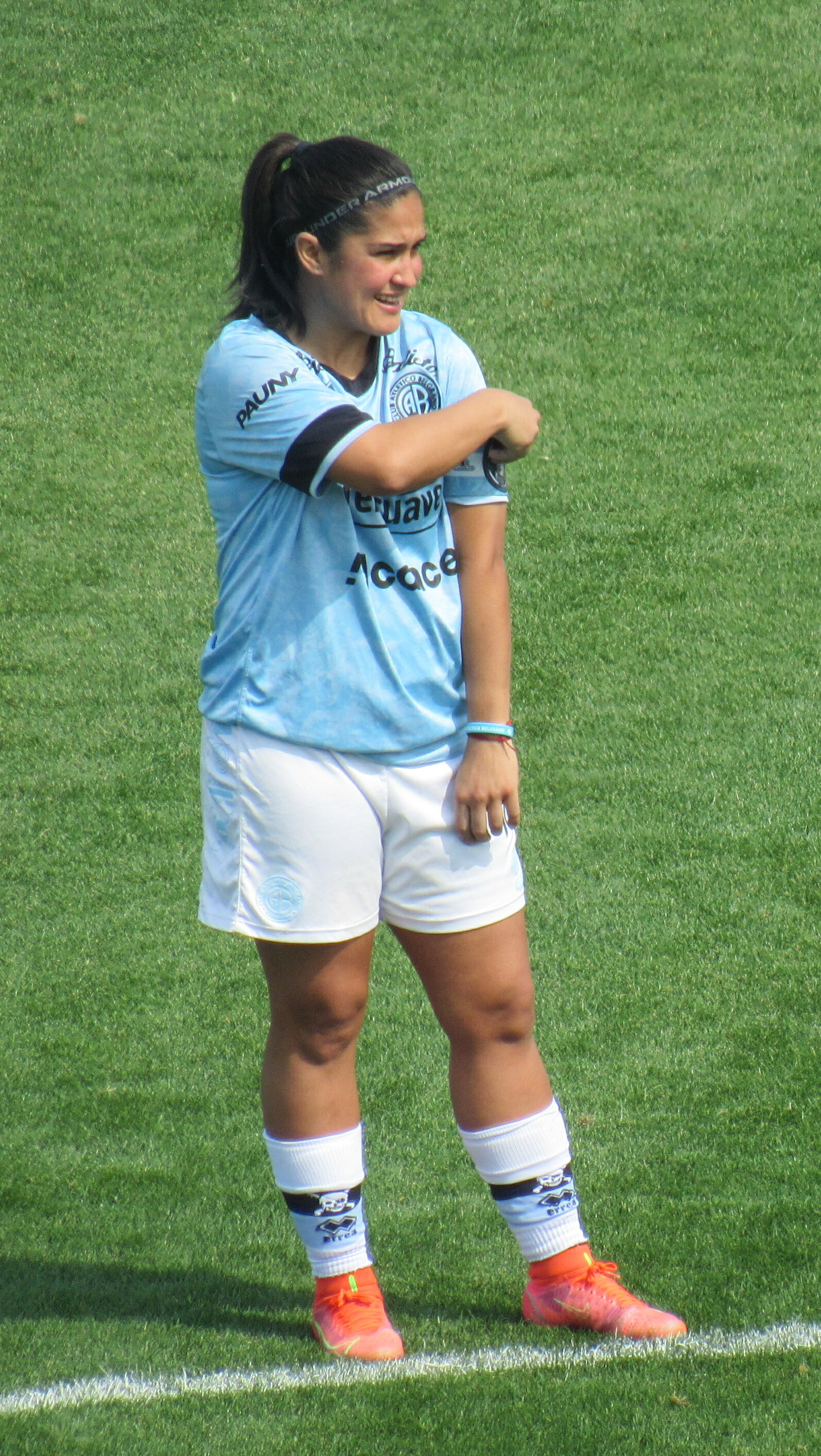
Romina Pepa Gómez

A lo largo de la existencia de la divisional femenina de Belgrano. Tuvieron su paso por el club diversas jugadoras reconocidas en lo largo del país y en el exterior. 
- Romina Pepa Gómez: Histórica goleadora del club con 22 títulos de Liga Cordobesa y 2 títulos AFA oficiales. Llegó a participar de la Selección femenina de fútbol de Argentina y jugar en grandes equipos del país como Boca Juniors, San Lorenzo y River Plate.

- Yanina Sosa: Arquera histórica mientras el club militaba en la LCF y posteriormente varios pasos por el club. Llegó a jugar en varios clubes del país y en CA Paranaense de Brasil.

- Amancay Urbani: Tuvo un paso por el club (2015-2018) antes de dar el salto a España donde jugó en Deportivo Alavés Gloriosas y Club Atlético Osasuna. Participó de la Selección femenina de fútbol de Argentina en varias convocatorias, se destaca su participación en la Copa Mundial Femenina de Fútbol de 2019, campeonatos sudamericanos y panamericanos, entre otros. Además fue campeona con Boca Juniors de torneos locales.

- Valentina Camara: Cordobesa que integró el plantel entre 2016-2018. Jugó en UAI Urquiza y posteriormente saltó a Europa para jugar en Deportivo Alavés y Club Deportivo Femarguín. También formó parte de la Selección femenina de fútbol de Argentina donde alcanzó a competir en la Copa América Femenina 2018.

- Dulce Tórtolo: Arquera con un gran paso por el club, jugó casi 5 años convirtiéndose en una referente del plantel mientras se militaba en LCF, fue campeona de 2 torneos con el "Pirata". Además, tuvo pasos por grandes clubes del país siendo campeona en 2 ocasiones. También representó a la Selección femenina de fútbol de Argentina.

- Mariana Pomu Sánchez: Defensora histórica que jugó durante más de 10 años en la institución y hasta trabajó en relaciones institucionales; con más de 200 partidos jugados en LCF obtuvo 21 títulos locales, 2 títulos de AFA y 2 subcampeonatos. En 2025 se convirtió en la entrenadora de la división femenina del club.

- Sabrina Maldonado: Delantera y mediocampista que realizó toda su carrera en el club, consiguiendo los dos títulos de AFA que tiene Belgrano. Desde el 6 de febrero del 2023 es la máxima goleadora del club en campeonatos de AFA.

### Estadísticas

#### Goleadoras enAFA
| Pos. | Nac.                  | Jugadora            | Período                  | Goles |
| ---- | --------------------- | ------------------- | ------------------------ | ----- |
| 1.º  | Bandera de Argentina. | Sabrina Maldonado   | 2014 - act.              | 68    |
| 2.º  | Bandera de Argentina. | Mayra Acevedo       | 2021 - act.              | 64    |
| 3.º  | Bandera de Argentina. | Romina Gómez        | 2005 - 2023              | 54    |
| 4.º  | Bandera de Argentina. | Arianna Reche       | 2021 - act.              | 45    |
| 5.º  | Bandera de Uruguay.   | Julieta Alaides Paz | 2023 - act.              | 25    |
| 6.º  | Bandera de Argentina. | Victoria Arrieto    | 2021 - act.              | 23    |
| 7.º  | Bandera de Argentina. | Mariana Alisio      | 2021 - 2023              | 19    |
| 8°   | Bandera de Argentina. | Mariana Sánchez     | 2013 - 2024              | 13    |
| 9.º  | Bandera de Argentina. | Florencia Ceballos  | 2021 - act.              | 10    |
| 10.º | Bandera de Argentina. | Pilar Casas         | 2021 - 2022; 2023 - 2024 | 10    |

### Goleadoras en 1era división deAFA
| Pos. | Nac.                  | Jugadora            | Período                   | Goles |
| ---- | --------------------- | ------------------- | ------------------------- | ----- |
| 1.º  | Bandera de Argentina. | Mayra Acevedo       | 2021 - act.               | 29    |
| 2.º  | Bandera de Uruguay.   | Julieta Alaides Paz | 2023 - act.               | 25    |
| 3.º  | Bandera de Argentina. | Sabrina Maldonado   | 2014 - act.               | 13    |
| 4.º  | Bandera de Argentina. | Arianna Reche       | 2021 - act.               | 13    |
| 5.º  | Bandera de Argentina. | Lourdes Rodríguez   | 2022 - 2024 / 2024 - act. | 12    |

## Clásico cordobés
Belgrano disputa el clásico de Córdoba con su rival Talleres. Ambos equipos se encuentran disputando la Primera División del fútbol argentino.

### Etapa amateur y LCF
Los primeros años del fútbol femenino no fueron nada fácil para los clubes de la ciudad, ya que muchos de estos no contaban siquiera con división femenina para afrontar una competencia. Tal es así que el primer clásico de la historia se daría en el primer torneo oficial de LCF donde las "Piratas" arrasaron con un abrumador 12 a 0siendo este resultado una premonición de la superioridad de Belgrano en los años consiguientes. 
Esta era data de 20 encuentros en donde "la B" se mantuvo invicto frente a su rival, obteniendo 13 victorias y 7 empates. 
El último encuentro por los puntos, y uno de los más importantes de la historia, tuvo lugar en 2019 donde igualaron 1 a 1 y posteriormente venciendo a las "Matadoras" en tanda de penales por 8 a 7. Belgrano venció y se consagró campeón de la Copa Córdoba de ese año. Posteriormente no se volverían a enfrentar debido a la desafiliación de su clásico de la LCF.

### Era de AFA
A partir de la década del 2020 ambos clubes entraron a las competencias organizadas por Asociación de Fútbol Argentino. 
En febrero del 2022 se disputó un encuentro amistoso, el cual fue el primer clásico en el Estadio Mario Alberto Kempes, donde Belgrano goleó por 3 a 0 estirando aún más el dominio de las "Piratas" en el clásico cordobés.
En 2025, con el ascenso de Talleres, se disputó el primer clásico en Primera División. El encuentro finalizó en empate a 1 y el gol de las piratas lo marcó Mayra Acevedo en un Julio César Villagra con 15 mil hinchas.

## Palmarés
| Competición regional          | Competición regional                                        |
| ----------------------------- | ----------------------------------------------------------- |
| Liga Cordobesa de Fútbol (22) |                                                             |
| 2010                          | Triangular General Deheza                                   |
| 2011                          | Torneo Amistad con equipos de la LCF, Córdoba Cup           |
| 2012                          | Apertura LCF, Clausura LCF                                  |
| 2013                          | Apertura LCF, Campeonas de Primera LCF, Súper campeonas LCF |
| 2014                          | Apertura LCF, Clausura LCF                                  |
| 2015                          | Córdoba Cup Internacional                                   |
| 2016                          | Apertura LCF, Clausura LCF, Córdoba Cup Internacional       |
| 2017                          | Campeonas Anuales LCF                                       |
| 2018                          | Clausura LCF                                                |
| 2019                          | Campeonato LCF, Copa Córdoba                                |
| 2021                          | Copa Córdoba, Campeonas Anuales LCF                         |

| Competición nacional        | Competición nacional           |
| --------------------------- | ------------------------------ |
| Títulos oficiales AFA (2/2) |                                |
| 2021                        | Primera C 2021                 |
| 2022                        | Primera B 2022                 |
| 2022                        | Subcampeón Copa Federal 2022   |
| 2023                        | Subcampeón Segundo Torneo 2023 |

Fuentes: